# (8668) Satomimura
(8668) Satomimura es un asteroide perteneciente al cinturón de asteroides, región del sistema solar que se encuentra entre las órbitas de Marte y Júpiter.
Fue descubierto el 16 de abril de 1991 por Satoru Otomo y el también astrónomo Osamu Muramatsu desde Kiyosato, Japón.

## Designación y nombre
Designado provisionalmente como 1991 HM, fue nombrado por Satomi, un pueblo famoso por su cielo estrellado en la prefectura de Ibaraki, a 150 km al norte de Tokio. Allí se celebra cada otoño una gran fiesta de las estrellas.

## Características orbitales
Satomimura está situado a una distancia media del Sol de 2,421 ua, pudiendo alejarse hasta 2,662 ua y acercarse hasta 2,181 ua. Su excentricidad es 0,099 y la inclinación orbital 11,099 grados. Emplea 1376,30 días en completar una órbita alrededor del Sol.

## Características físicas
La magnitud absoluta de Satomimura es 14,18. Tiene 6,006 km de diámetro y su albedo se estima en 0,137.